# Брана Клиње
Брана Клиње је камена лучна брана, изграђена на језеру Клиње. Грађена је од стране Аустроугарске, у периоду између 1891. и 1896. године. Ова брана представља најстарију вјештачку акумулацију на територији Републике Српске. Уједно је и прва лучна брана изграђена на Балкану. Брана је висока 26 метара, горња ширина јој је 4,6 метара, а на темељу 16,7 метара, дуга је 104,5 метара. Лучна брана Клиње је културно-историјски споменик и под заштитом је државе.